# (38394) 1999 RY192
1999 RY192 (asteroide 38394) é um asteroide da cintura principal. Possui uma excentricidade de 0.17900620 e uma inclinação de 2.92056º.
Este asteroide foi descoberto no dia 13 de setembro de 1999 por LINEAR em Socorro.